# Eupodium kaulfussii
Eupodium kaulfussii är en kärlväxtart som först beskrevs av John Smith, och fick sitt nu gällande namn av William Jackson Hooker. Eupodium kaulfussii ingår i släktet Eupodium och familjen Marattiaceae. Inga underarter finns listade i Catalogue of Life.